# Edward Tryjarski

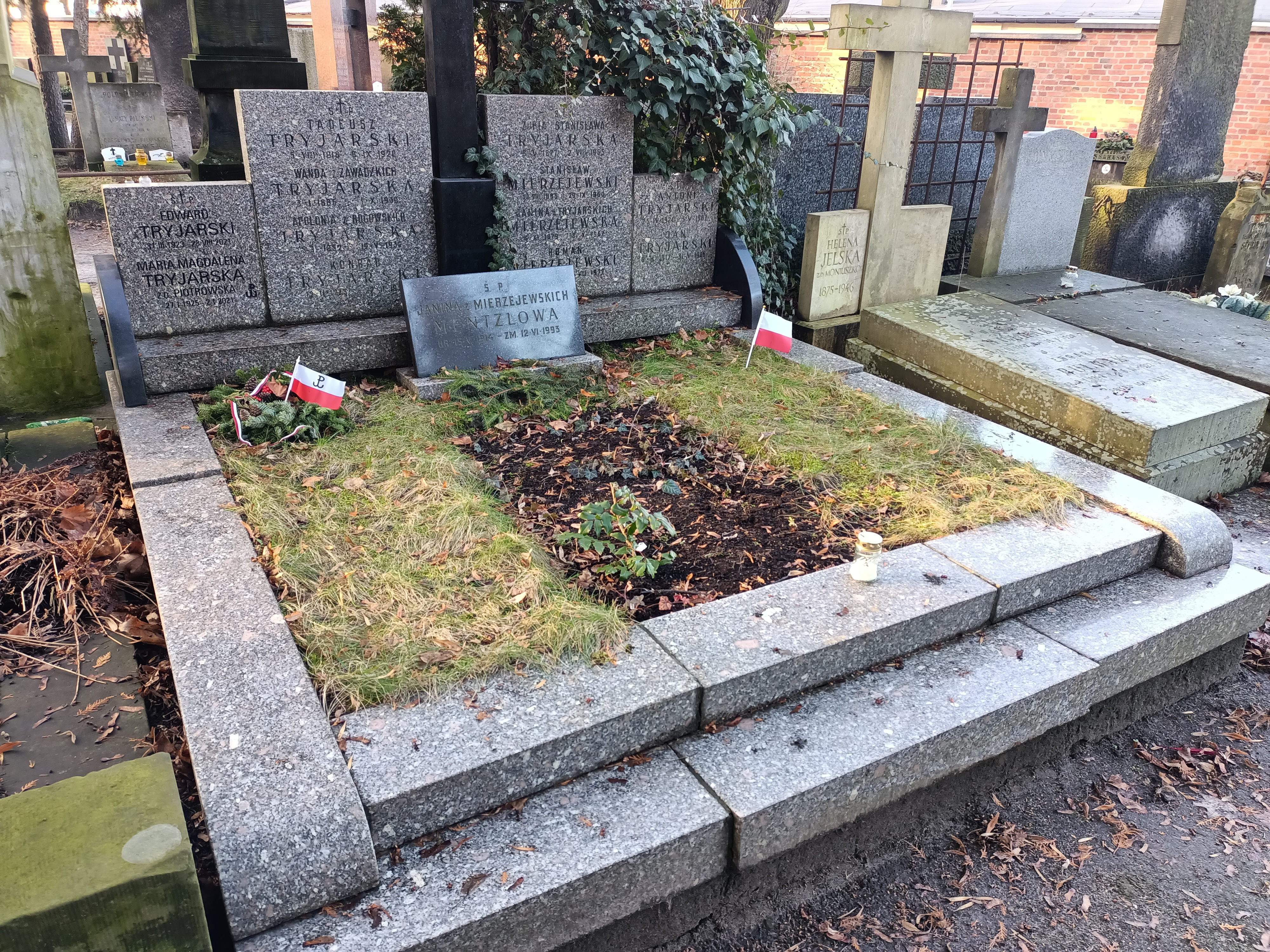
Grób Edwarda Tryjarskego na cmentarzu Powązkowskim

Edward Ignacy Tryjarski (ur. 31 marca 1923 w Warszawie, zm. 23 sierpnia 2021 tamże) – polski orientalista, turkolog, profesor nauk humanistycznych.

## Życiorys
Urodził się w rodzinie Konrada (1875–1934) i Wandy z Zawadzkich (1886–1930). W 1948 ukończył studia prawnicze, w 1950 studia turkologiczne na Uniwersytecie Warszawskim. W latach 1948–1950 pracował Studium Języków i Zagadnień Wschodnich Polskiego Instytutu Spraw Międzynarodowych, w latach 1954–1956 starszym redaktorem i zastępcą kierownika Redakcji Filologii Obcej Państwowego Wydawnictwa Naukowego. Od 1956 pracował w Zakładzie Orientalistycznym Polskiej Akademii Nauk. W 1961 obronił na Uniwersytecie Warszawskim pracę doktorską Dialekt kipczacki Ormian polskich napisaną pod kierunkiem Ananiasza Zajączkowskiego. W 1966 został mianowany docentem.
Po likwidacji w 1969 Zakładu Orientalistyki PAN został pracownikiem Instytutu Historii Kultury Materialnej Polskiej Akademii Nauk i pracował tam do przejścia na emeryturę w 1993. W 1974 otrzymał tytuł profesora nadzwyczajnego, w 1987 tytuł profesora zwyczajnego. Pracował także w PWN, gdzie był sekretarzem i kierownikiem Pracowni Słownika Wyrazów Obcych.
W latach 1957–1976 był sekretarzem redakcji, w latach 1977–2004 redaktorem naczelnym Rocznika Orientalistycznego. Wchodził w skład Komitetu Nauk Orientalistycznych PAN, w 2009 został wybrany jego członkiem honorowym.
W swoich badaniach zajmował się językami tureckimi, w tym w szczególności językiem ormiańsko-kipczackim, dziejami tureckich ludów stepowych, dziejami i kulturą Ormian polskich, związkami Polski z dawnymi ludami tureckimi oraz Turcją osmańską.
Był mężem Marii Magdaleny z Piotrowskich (1925–2021).
Zmarł w Warszawie, pochowany na cmentarzu Powązkowskim (kwatera T-5-8,9).

## Publikacje
Opublikował m.in.:
- Dictionnaire arméno-kiptchak; d’après trois manuscrits des collections viennoises (1968–1972)
- Hunowie europejscy, Protobułgarzy, Chazarowie, Pieczyngowie (1975 – z Krzysztofem Dąbrowskim i Teresą Nagrodzka-Majchrzyk)
- Zwyczaje pogrzebowe ludów tureckich na tle ich wierzeń (1991)
- Kultura ludów tureckich w świetle przekazu Mahmūda z Kaszgaru (XI w.) (1993)
- In confinibus Turcarum. Szkice turkologiczne (1995)
- Ormianie w Warszawie. Materiały do dziejów (2001)
- Armeno-Kipchak texts in the Alchemical treatise by Andrzej Torosowicz (17th Century) (2005)
- Zapisy sądu duchownego Ormian miasta Lwowa za lata 1625–1630 w języku ormiańsko-kipczackim (2010)
- Zapisy sądu duchownego Ormian miasta Lwowa za lata 1564–1608 w języku ormiańsko-kipczackim (2017)
- Armeno-Kipchak studies. Collected papers (2017)

Tłumaczył także literaturę piękną:
- Mahmut Makal Nasza wieś. Notatki tureckiego nauczyciela wiejskiego (1952) – ze Stanisławem Kałużyńskim
- Ali Sabahttin Wrogowie. Opowiadania anatolijskie (1953) – z Józefem Bielawskim
- W oazie i na stepie. Myśli muzułmańskiego Wschodu (1958) – z Józefem Bielawskim i Franciszkiem Machalskim
- Kobierzec z gwiazd i półksiężyców. Fragmenty z twórczości ludów tureckich (1967) – ze Stanisławem Kałużyńskim

## Odznaczenia
- Medal 10-lecia Polski Ludowej (15 stycznia 1955)[7]
- Order św. Mesropa Masztoca (Armenia)[8]